# 第三代哈伍德伯爵亨利·拉塞尔斯
第三代哈伍德伯爵亨利·拉塞尔斯，DL（英语：Henry Lascelles, 3rd Earl of Harewood，1797年6月11日—1857年2月22日），第三代哈伍德伯爵。他的先祖都是哈伍德伯爵。他的继承人是他的长子，第四代哈伍德伯爵。

## 背景
拉塞尔斯出生于1797年。他是第二代哈伍德伯爵亨利·拉塞尔斯的次子，他的母亲是第六代从男爵约翰·塞布赖特爵士的女儿亨丽埃塔·塞布赖特。

## 军事生涯
1814年，拉塞尔斯被任命为掷弹兵卫队的少尉，并参加了滑铁卢战役，当时他在带领该团时被一枚爆炸的炮弹轻伤。他于1820年开始领取半薪，这一年他于1820年开始在约克郡轻骑兵团兼职担任中尉，但直到1831年他才完全退出正规军。

## 公众生活
拉塞尔斯于1826年至1831年间担任诺萨勒顿国会议员，并于1846年至1857年间担任约克郡西区郡尉。
1848年5月20日，拉塞尔斯成为坎特伯雷协会的成员。哈伍德森林（牛津以外的地区；现已注销）和新西兰基督城郊区哈伍德（基督城国际机场所在的地方）以他的名字命名。